# Елізабет Ферард
Елізабет Кетрін Ферард (англ. Elizabeth Catherine Ferard; нар. 22 лютого 1825, Блумсбері, Лондон, Сполучене Королівство Великобританії та Ірландії — пом. 18 квітня 1883, Сент-Панкрас, Лондон, Сполучене Королівство Великобританії та Ірландії) — перша жінка, посвячена в сан диякониси в англіканській церкві, засновниця інституту дияконис в англіканській церкві. Свята.

## Біографія
Народилася 22 лютого 1825 року у Лондоні, у районі Блумсбері. Вона була другою дитиною в сім'ї соліситора Деніела Ферарда та його дружини Елізабет, уродженої Клементсон. Ферарди вели походження від французьких протестантів, що емігрували до Великої Британії.
У 1858 році, після смерті матері, Ферард здійснила поїздку до міста Кайзерверт, у Королівстві Пруссія. Тут знаходився інститут дияконис, заснований у 1836 році лютеранським пастором Теодором Фліндером. Метою цієї організації була підготовка жінок до служіння в парафіях — медичного догляду за хворими, викладання для дітей та надання допомоги бідним членам суспільства. Ферард вступила до інституту дияконис у Кайзерверті, де навчалася сестринської справи. Навчання давалося їй важко, оскільки вона погано розуміла місцеву говірку німецької мови.
Після повернення до Великої Британії Ферард певний час провела в громаді англіканських черниць у Дітчингемі. Невдовзі після цього вона вирішила заснувати общину дияконис у Лондоні. Її рішення знайшло розуміння у заможного родича Томаса Пелгема Дейла та кількох інших благодійників, які надали кошти для реалізації проєкту. 30 листопада 1861 року в будівлі на Бартон-Кресент, неподалік вокзалу Кінгс-кросс, за благословенням Арчибальда Тейта, який на той час служив єпископом Лондона, відкрили Будинок дияконис у Північному Лондоні. 18 липня 1862 року єпископ Тейт провів обряд посвячення Ферард, надавши їй ліцензію на служіння під номером один. Таким чином, вона стала першою жінкою, посвяченою в сан диякониси в англіканській церкві. Разом з нею дияконисами стали Еллен Мередіт й Анна Вілкокс.
У заснованій Ферард общині молитовна практика поєднувалася з доглядом за хворими у шпиталях, викладанням у школах та турботою про бідних членів суспільства. У перші роки диякониси допомагали священникам у місцевій парафії та нетрях Сомерс-Тауна, відповідали за сестринську справу у Великому північному шпиталі та викладали у місцевих школах. З 1868 року община стала називатися Лондонським єпархіальним інститутом дияконис.
Сучасники залишили свідчення про Ферард як про людину вольову, дисципліновану, з загостреним почуттям справедливості, чуйну та водночас стриману та дуже скромну. Спочатку вона просила не доручати їй керівництво сестринством, але підкорилася рішенню більшості. У 1870 році через проблеми зі здоров'ям Ферард відійшла від керівництва організацією. У 1873 році інститут переїхав до нових будівель у Вестбурн-парку, придбаних коштом благодійників, і сестри почали служіння у парафії в Ноттінг-Дейл. Відразу після переїзду в одній із нових будівель вони відкрили притулок для хворих бездомних, яких з різних причин відмовлялися приймати до шпиталів. Число жінок, які бажали стати членами сестринства, ставало дедалі більшим, у зв'язку з чим зростала й кількість парафій, у яких вони працювали.
Відійшовши від управління інститутом, Ферард очолила дитячий притулок у Редгіллі. Померла 18 квітня 1883 року в Лондоні, у будинку № 16 на площі Фіцрой-сквер.

## Пам'ять
У 1983 році Лондонський єпархіальний інститут дияконис перейменували на Спілку дияконис Святого Андрія, а у 1987 році на Товариство Святого Андрія, яке стало англіканським релігійним орденом. У тому ж році, після того, як жінок стали висвячувати на дияконський сан, інститут дияконис в англіканській церкві скасували. У 1994 році три диякониси, які навчалися в інституті, заснованому Ферард, були висвячені у священниці, а одна з них у 2015 стала єпископом. День пам'яті Елізабет Кетрін Ферард, внесеної до Календаря святих англіканської церкви, щорічно відзначається 18 липня, у день її посвячення в диякониси. Цей же день в англіканській церкві відзначається і як день пам'яті святої великої княгині Єлизавети, засновниці Марфо-Маріїнської обителі милосердя у Москві.